# ستيفن إبراهام
ستيفن إبراهام (بالإنجليزية: Stephen Abraham)‏ هو محامي أمريكي، ولد في القرن العشرين.